# Kirchenkreis Schlesische Oberlausitz
Der Kirchenkreis Schlesische Oberlausitz ist einer von fünf Kirchenkreisen der Evangelischen Kirche Berlin-Brandenburg-schlesische Oberlausitz im Sprengel Görlitz. Der Kirchenkreis umfasst den nördlichen Teil des Landkreises Görlitz und einen Teil des Landkreises Bautzen in Sachsen sowie den südlichen Teil des Landkreises Oberspreewald-Lausitz in Brandenburg. Sitz der Superintendentur ist die Stadt Niesky.

## Geschichte
Der Kirchenkreis entstand am 1. Januar 2014 nach dem Zusammenschluss der Kirchenkreise Hoyerswerda und Niederschlesische Oberlausitz, die das gesamte Gebiet der ehemaligen Evangelischen Kirche der schlesischen Oberlausitz abdeckten. Am 1. Januar 2020 wurden die Kirchengemeinden Lauta-Dorf und Lautawerk aus dem aufgelösten Kirchenkreis Senftenberg-Spremberg in den Kirchenkreis Schlesische Oberlausitz eingegliedert. Der Kirchenkreis umfasst (Stand 2020) 64 Kirchengemeinden und hat 42.758 Gemeindemitglieder.
Superintendent ist seit 2023 Daniel Schmidt. Er folgte auf Thomas Koppehl, der bereits seit dem 28. Oktober 2007 Superintendent des Kirchenkreises Niederschlesische Oberlausitz war.

## Liste der Kirchen
| Region Görlitz                        |                                             |                                      | |      |
| Pfarrsprengel                         | Kirchengemeinde                             | Kirche                               | Eingepfarrte Orte | Bild |
| –                                     | Christuskirchengemeinde Görlitz-Rauschwalde | Christuskirche                       | Rauschwalde |      |
| –                                     | Hoffnungskirchengemeinde Görlitz            | Hoffnungskirche                      | Königshufen, Klingewalde |      |
| –                                     | Innenstadtgemeinde Görlitz                  | Dreifaltigkeitskirche                | Görlitzer Innenstadt |      |
| –                                     | Innenstadtgemeinde Görlitz                  | Frauenkirche                         | Görlitzer Innenstadt |      |
| –                                     | Innenstadtgemeinde Görlitz                  | Lutherkirche                         | Görlitzer Innenstadt |      |
| –                                     | Innenstadtgemeinde Görlitz                  | St. Peter und Paul                   | Görlitzer Innenstadt |      |
| –                                     | Kirchengemeinde Kodersdorf                  | Kirche Niederrengersdorf             | Kodersdorf (mit Ober- und Niederrengersdorf), Särichen, Wiesa                                                                     |      |
| –                                     | Versöhnungskirchengemeinde Görlitz          | Erlöserkirche                        | Kunnerwitz, Biesnitz, Jauernick-Buschbach, Rauschwalde, Schlauroth                                                                |      |
| –                                     | Versöhnungskirchengemeinde Görlitz          | Dorfkirche Tauchritz                 | Tauchritz, Hagenwerder |      |
| Pfarrsprengel Markersdorf-Königshain  | Kirchengemeinde Friedersdorf                | St.-Ursula-Kirche                    | Friedersdorf |      |
| Pfarrsprengel Markersdorf-Königshain  | Kirchengemeinde Gersdorf                    | Kirche Gersdorf                      | Gersdorf, Deutsch-Paulsdorf |      |
| Pfarrsprengel Markersdorf-Königshain  | Kirchengemeinde Königshain                  | Kirche Königshain                    | Königshain |      |
| Pfarrsprengel Markersdorf-Königshain  | Kirchengemeinde Markersdorf                 | Michaeliskirche                      | Markersdorf, Holtendorf, Pfaffendorf                                                                                              |      |
| Pfarrsprengel Weißer Schöps und Neiße | Kirchengemeinde Ebersbach                   | St. Barbara                          | Ebersbach, Girbigsdorf, Rosenfeld                                                                                                 |      |
| Pfarrsprengel Weißer Schöps und Neiße | Kirchengemeinde Kunnersdorf                 | Kirche Kunnersdorf                   | Kunnersdorf, Liebstein, Siebenhufen, Torga                                                                                        |      |
| Pfarrsprengel Weißer Schöps und Neiße | Kirchengemeinde Ludwigsdorf                 | Kirche Ludwigsdorf                   | Ludwigsdorf, Ober-Neundorf |      |
| Pfarrsprengel Weißer Schöps und Neiße | Kirchengemeinde Zodel                       | Jesus-Christus-Kirche                | Zodel, Deschka, Groß Krauscha, Klein Krauscha, Zentendorf                                                                         |      |
| Region Hoyerswerda                    |                                             |                                      | |      |
| Pfarrsprengel                         | Kirchengemeinde                             | Kirche                               | Eingepfarrte Orte | Bild |
| –                                     | Kirchengemeinde Lauta/Lautawerk             | Laurentius-Kirche                    | Lauta-Dorf, Leippe |      |
| –                                     | Kirchengemeinde Lauta/Lautawerk             | Stadtkirche Lauta                    | Lauta |      |
| –                                     | Kirchengemeinde Lauta/Lautawerk             | Dorfkirche Torno                     | Torno |      |
| –                                     | Kirchengemeinde Ruhland                     | Stadtkirche Ruhland                  | Ruhland, Arnsdorf, Biehlen, Guteborn, Jannowitz, Naundorf, Schwarzbach                                                            |      |
| –                                     | Kirchengemeinde Ruhland                     | Dorfkirche Hermsdorf                 | Hermsdorf, Lipsa, Zeisholz |      |
| –                                     | Kirchengemeinde Wittichenau                 | Evangelische Pfarrkirche Wittichenau | Wittichenau, Brischko, Dubring, Hoske, Keula, Kotten, Neudorf Klösterlich, Sollschwitz, Spohla                                    |      |
| Pfarrsprengel Hoyerswerda-Spreewitz   | Kirchengemeinde Hoyerswerda-Neustadt        | Martin-Luther-King-Haus              | Hoyerswerda-Neustadt, Kühnicht |      |
| Pfarrsprengel Hoyerswerda-Spreewitz   | Kirchengemeinde Spreewitz                   | Kirche Burghammer                    | Burghammer |      |
| Pfarrsprengel Hoyerswerda-Spreewitz   | Kirchengemeinde Spreewitz                   | Kirche Spreewitz                     | Spreewitz, Burgneudorf, Döschko, Neustadt/Spree, Spreetal, Zerre                                                                  |      |
| Pfarrsprengel Hoyerswerda-Elsterheide | Kirchengemeinde Bluno                       | Kirche Bluno                         | Bluno, Klein Partwitz, Sabrodt |      |
| Pfarrsprengel Hoyerswerda-Elsterheide | Kirchengemeinde Geierswalde-Tätzschwitz     | Kirche Geierswalde                   | Geierswalde |      |
| Pfarrsprengel Hoyerswerda-Elsterheide | Kirchengemeinde Geierswalde-Tätzschwitz     | Kirche Tätzschwitz                   | Tätzschwitz |      |
| Pfarrsprengel Hoyerswerda-Elsterheide | Johanneskirchengemeinde Hoyerswerda         | Johanneskirche                       | Hoyerswerda, Bergen, Bröthen/Michalken, Burg, Dörgenhausen, Groß Neida, Klein Neida, Nardt, Neuwiese, Riegel, Seidewinkel, Zeißig |      |
| Pfarrsprengel Hoyerswerda-Elsterheide | Kirchengemeinde Schwarzkollm                | Marienkirche                         | Schwarzkollm |      |
| Pfarrsprengel Bernsdorf               | Kirchengemeinde Bernsdorf                   | Johanneskirche                       | Bernsdorf |      |
| Pfarrsprengel Bernsdorf               | Kirchengemeinde Großgrabe                   | Kirche Großgrabe                     | Großgrabe, Straßgräbchen, Wiednitz                                                                                                |      |
| Pfarrsprengel Bernsdorf               | Kirchengemeinde Hohenbocka                  | Dorfkirche Hohenbocka                | Hohenbocka, Grünewald, Peickwitz                                                                                                  |      |
| Pfarrsprengel Bernsdorf               | Kirchengemeinde Hosena                      | Dorfkirche Hosena                    | Hosena |      |
| Pfarrsprengel Bernsdorf               | Kirchengemeinde Laubusch                    | Kirche Laubusch                      | Laubusch |      |
| Pfarrsprengel Lindenau-Kroppen        | Kirchengemeinde Kroppen                     | Dorfkirche Kroppen                   | Kroppen, Burkersdorf, Frauendorf, Heinersdorf                                                                                     |      |
| Pfarrsprengel Lindenau-Kroppen        | Kirchengemeinde Lindenau                    | Schlosskirche Lindenau               | Lindenau, Tettau |      |
| Pfarrsprengel Oberlausitzer Seenland  | Kirchengemeinde Groß Särchen                | Kirche Groß Särchen                  | Groß Särchen, Buchwalde, Knappenrode, Koblenz, Maukendorf, Rachlau                                                                |      |
| Pfarrsprengel Oberlausitzer Seenland  | Kirchengemeinde Lohsa                       | Kirche Lohsa                         | Lohsa, Dreiweibern, Driewitz, Friedersdorf, Lippen, Litschen, Mortka, Weißkollm                                                   |      |
| Pfarrsprengel Oberlausitzer Seenland  | Kirchengemeinde Uhyst an der Spree          | Kirche Uhyst                         | Uhyst, Bärwalde, Drehna, Mönau, Rauden                                                                                            |      |
| Pfarrsprengel Ortrand-Großkmehlen     | Kirchengemeinde Großkmehlen                 | St.-Georgs-Kirche                    | Großkmehlen, Frauwalde, Kleinkmehlen                                                                                              |      |
| Pfarrsprengel Ortrand-Großkmehlen     | Kirchengemeinde Ortrand                     | Stadtkirche St. Barbara              | Ortrand |      |
| Region Niesky                         |                                             |                                      | |      |
| Pfarrsprengel                         | Kirchengemeinde                             | Kirche                               | Eingepfarrte Orte | Bild |
| –                                     | Kirchengemeinde Förstgen                    | Kirche Förstgen                      | Förstgen, Dauban, Förstgen-Ost, Leipgen, Mücka                                                                                    |      |
| –                                     | Kirchengemeinde Gebelzig                    | St.-Georgs-Kirche                    | Gebelzig, Groß Saubernitz, Jerchwitz                                                                                              |      |
| –                                     | Kirchengemeinde Groß Radisch                | Kirche Groß Radisch                  | Groß Radisch, Thräna, Weigersdorf                                                                                                 |      |
| –                                     | Kirchengemeinde Horka                       | Wehrkirche Horka                     | Horka, Biehain, Mückenhain |      |
| –                                     | Kirchengemeinde Niesky                      | Christuskirche                       | Niesky, Ödernitz |      |
| –                                     | Kirchengemeinde Rothenburg                  | Stadtkirche Rothenburg/O.L.          | Rothenburg, Bremenhain, Dunkelhäuser, Geheege, Lodenau, Neusorge, Nieder-Neundorf, Spreeaufwurf, Steinbach, Uhsmannsdorf, Ungunst |      |
| –                                     | Trinitatisgemeinde am See                   | Kirche Kollm                         | Kollm, Steinölsa |      |
| –                                     | Trinitatisgemeinde am See                   | Kirche Petershain                    | Petershain, Horscha |      |
| –                                     | Trinitatisgemeinde am See                   | St.-Trinitatis-Kirche                | See, Moholz, Sproitz |      |
| Pfarrsprengel Am Weißen Schöps        | St. Georgskirchengemeinde Daubitz           | St.-Georgs-Kirche                    | Hammerstadt, Heidehäuser, Neuhammer, Neuliebel, Nieder Prauske, Rietschen, Teicha, Walddorf, Werda                                |      |
| Pfarrsprengel Am Weißen Schöps        | Kirchengemeinde Rietschen                   | Kirche Rietschen                     | Hammerstadt, Heidehäuser, Neuhammer, Neuliebel, Nieder Prauske, Rietschen, Teicha, Walddorf, Werda                                |      |
| Pfarrsprengel Am Weißen Schöps        | Kirchengemeinde Hähnichen                   | Kirche Hähnichen                     | Hähnichen, Quolsdorf, Spree, Trebus                                                                                               |      |
| Pfarrsprengel Am Weißen Schöps        | Kirchengemeinde Kosel                       | Kirche Kosel                         | Kosel, Neu-Kosel, Sandschenke, Stannewisch, Zedlig                                                                                |      |
| Region Vierkirchen                    |                                             |                                      | |      |
| Pfarrsprengel                         | Kirchengemeinde                             | Kirche                               | Eingepfarrte Orte | Bild |
| –                                     | Kirchengemeinde Meuselwitz-Reichenbach/OL   | Kirche Meuselwitz                    | Meuselwitz, Krobnitz, Schöps |      |
| –                                     | Kirchengemeinde Meuselwitz-Reichenbach/OL   | Stadtkirche St. Johannes             | Reichenbach/O.L., Biesig, Borda, Dittmannsdorf, Goßwitz, Gurigk, Mengelsdorf, Oehlisch                                            |      |
| Pfarrsprengel Waldhufen-Vierkirchen   | Kirchengemeinde Arnsdorf                    | St.-Katharinen-Kirche                | Arnsdorf, Hilbersdorf, Thiemendorf                                                                                                |      |
| Pfarrsprengel Waldhufen-Vierkirchen   | Kirchengemeinde Buchholz                    | Kirche Buchholz                      | Buchholz, Maltitz |      |
| Pfarrsprengel Waldhufen-Vierkirchen   | Kirchengemeinde Diehsa                      | Kirche Diehsa                        | Diehsa |      |
| Pfarrsprengel Waldhufen-Vierkirchen   | Kirchengemeinde Jänkendorf-Ullersdorf       | St.-Laurentius-Kirche                | Jänkendorf |      |
| Pfarrsprengel Waldhufen-Vierkirchen   | Kirchengemeinde Jänkendorf-Ullersdorf       | Georgskirche                         | Ullersdorf |      |
| Pfarrsprengel Waldhufen-Vierkirchen   | Kirchengemeinde Melaune                     | Kirche Melaune                       | Melaune, Döbschütz, Hartha, Prachenau                                                                                             |      |
| Pfarrsprengel Waldhufen-Vierkirchen   | Kirchengemeinde Nieder Seifersdorf          | Wehrkirche St. Ursula und St. Gallus | Nieder Seifersdorf, Attendorf, Baarsdorf                                                                                          |      |
| Pfarrsprengel Waldhufen-Vierkirchen   | Kirchengemeinde Tetta                       | Kirche Tetta                         | Tetta |      |
| Region Weißwasser                     |                                             |                                      | |      |
| Pfarrsprengel                         | Kirchengemeinde                             | Kirche                               | Eingepfarrte Orte | Bild |
| –                                     | Kirchengemeinde Bad Muskau                  | Jakobskirche                         | Bad Muskau, Köbeln |      |
| –                                     | Kirchengemeinde Gablenz                     | Trinitatiskirche                     | Gablenz, Kromlau, Klein Düben |      |
| –                                     | Kirchengemeinde Gablenz                     | Michaeliskirche                      | Jämlitz |      |
| –                                     | Kirchengemeinde Krauschwitz                 | Kirche Krauschwitz                   | Krauschwitz, Haide, Sagar, Skerbersdorf, Weißkeißel                                                                               |      |
| –                                     | Kirchengemeinde Pechern-Podrosche           | Fachwerkkirche Pechern               | Pechern |      |
| –                                     | Kirchengemeinde Pechern-Podrosche           | Grenzkirche Podrosche                | Podrosche, Klein Priebus, Werdeck                                                                                                 |      |
| –                                     | Kirchengemeinde Schleife                    | Pfarrkirche Schleife                 | Schleife, Groß Düben, Halbendorf, Lieskau, Mühlrose, Mulkwitz, Rohne, Trebendorf                                                  |      |
| –                                     | Kirchengemeinde Weißwasser                  | Kirche Weißwasser                    | Weißwasser |      |
| Pfarrsprengel Am Bärwalder See        | Kirchengemeinde Klitten                     | Kirche Klitten                       | Dürrbach, Eselsberg, Jahmen, Kaschel, Kringelsdorf, Klein-Oelsa, Klein-Radisch, Wilhelmsfeld, Zimpel                              |      |
| Pfarrsprengel Am Bärwalder See        | Kirchengemeinde Kreba                       | Kirche Kreba                         | Kreba, Lache, Neudorf, Tschernske                                                                                                 |      |
| Pfarrsprengel Am Bärwalder See        | Kirchengemeinde Nochten-Boxberg             | Kirche Nochten                       | Nochten, Boxberg |      |
| Pfarrsprengel Am Bärwalder See        | Kirchengemeinde Nochten-Boxberg             | Schrotholzkapelle Sprey              | Sprey |      |
| Pfarrsprengel Am Bärwalder See        | Kirchengemeinde Reichwalde                  | Kirche Reichwalde                    | Reichwalde, Altliebel |      |